# Herbert Schernus
Herbert Schernus (* 9. März 1927 in Wießen, Kreis Heydekrug; heute: Vyžiai, Litauen; † 15. März 1994 in Nideggen) war von 1962 bis 1989 der zweite Chefdirigent des WDR Rundfunkchors in Köln.
In seine aktive Zeit fallen zahlreiche „Uraufführungen, die die Bedeutung des Westdeutschen Rundfunks und den Ruf des Kölner Rundfunkchors national und international vertreiteten und festigten“ und Aufnahmen zeitgenössischer und klassischer Musik.